# José Eduardo Pinto da Costa
José Eduardo de Lima Pinto da Costa (Cedofeita, Porto, 3 de abril de 1934 — 8 de dezembro de 2021) foi um médico legista português.

## Biografia
José Eduardo de Lima Pinto da Costa nasceu no Porto, primeiro filho de José Alexandrino Teixeira da Costa (Porto, Foz do Douro, 9 de junho de 1910 - Porto, Aldoar, 6 de dezembro de 1977), comerciante, e de sua mulher (Porto, Cedofeita, 15 de novembro de 1932), Maria Elisa Bessa de Lima Amorim Pinto (Matosinhos, São Mamede de Infesta, 15 de maio de 1913 - 14 de novembro de 1997), tetraneta dum primo em 5.º grau do 1.º Barão de Leiria e 1.º Visconde de Leiria, que acabariam por divorciar-se poucos anos depois. José Alexandrino Teixeira da Costa e Maria Elisa Bessa de Lima Amorim Pinto tiveram outros cinco filhos para além de José Eduardo, sendo todos eles mais novos que este último: Maria Alice, António Manuel, Jorge Nuno, Maria Eduarda e Eduardo Honório.

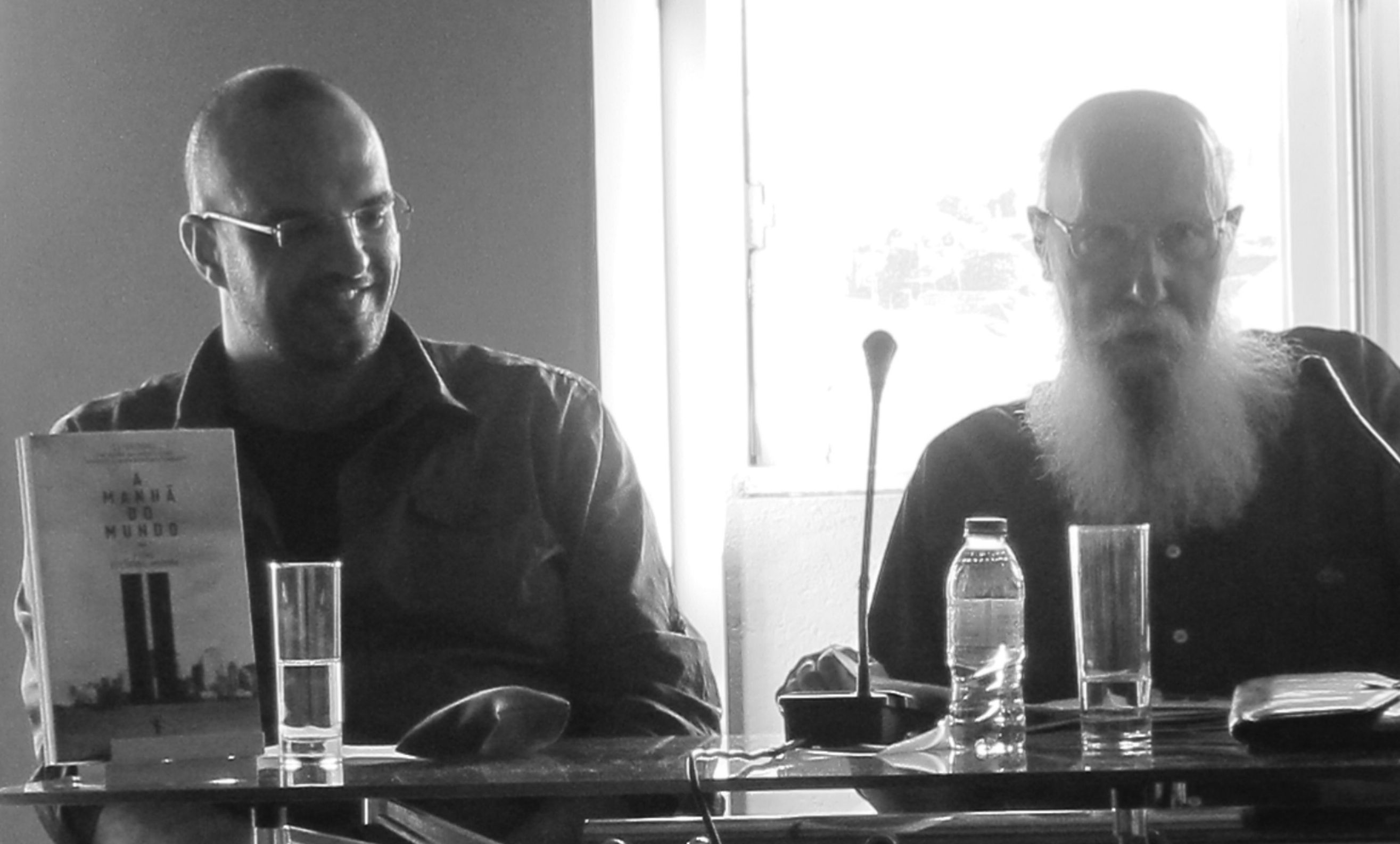
O professor Pinto da Costa e Pedro Guilherme-Moreira na apresentação do livro A Manhã do Mundo, no dia 10 de julho de 2011.

Casou primeira vez com Maria da Graça de Freitas do Amaral Lobo Machado (Guimarães, 18 de novembro de 1934), filha de Rodrigo Lobo Machado Cardoso de Menezes (Guimarães, 9 de julho de 1897 - Guimarães, 6 de dezembro de 1941, neto paterno do 1.º Visconde de Paço de Nespereira) e de sua mulher (Guimarães, 14 de maio de 1921), Maria Arminda de Freitas do Amaral (Guimarães, 23 de fevereiro de 1900 - Porto, 24 de janeiro de 1976, tia paterna de Diogo de Freitas do Amaral), com quem teve dois filhos, Diogo Paulo (1962) e Rui Manuel (1967, casado com Beatriz Maria Gouveia Neves Vieira Coelho e com geração), e uma filha, Mafalda Lobo Machado Pinto da Costa (8 de fevereiro de 1973, casada com José Antonio Acebey Illanes e com geração). Casou segunda vez com Maria José Carneiro de Sousa (10 de dezembro de 1951), de quem tem uma filha, Mariana Carneiro de Sousa Pinto da Costa (13 de fevereiro de 1986).
Dentro da área da medicina, concluiu a licenciatura na Universidade do Porto em 1960, tendo apresentado a tese "Morte por ação do óxido de carbono", estudo este avaliado em 18 valores e que lhe valeu uma classificação média final de 16 valores.
Foi professor catedrático jubilado do Instituto de Ciências Biomédicas Abel Salazar da Universidade do Porto, professor catedrático da Faculdade de Medicina da Universidade do Porto e professor de Psicologia Forense, Neuropsicopatologia, Psicofarmacologia e Criminologia Clínica na Universidade Lusíada do Porto. Foi também professor catedrático de Medicina Legal na Universidade Portucalense e diretor científico do Instituto CRIAP .
Em 1976, tornou-se diretor do Instituto de Medicina Legal do Porto, lugar que ocupou até 2001.

### Morte
José morreu no dia 8 de dezembro de 2021. A causa de sua morte não foi revelada; jornais relataram apenas que estava "muito doente".